# Lee Daniel Crocker

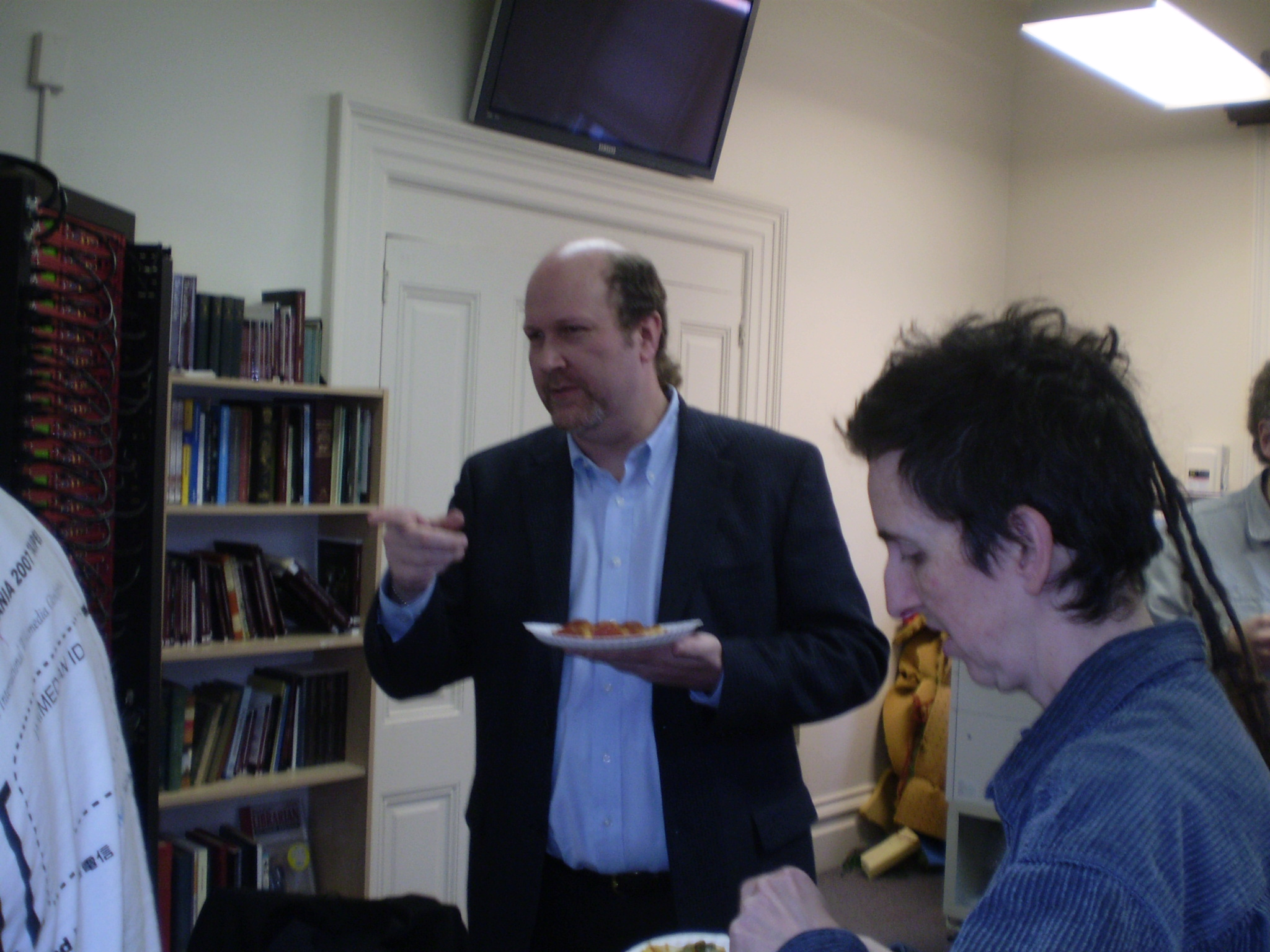
Lee Daniel Crocker en Internet Archive, 2008

Lee Daniel Crocker (Valdosta, 3 de julio de 1963) es un programador estadounidense y jugador de póquer. Es conocido por haber reescrito el software que Wikipedia usa, para evitar problemas de escalabilidad. Su nuevo software, originalmente llamado «Fase III», entró en funcionamiento en julio de 2002 y posteriormente sería la base del actual proyecto MediaWiki. El código de MediaWiki solo dejó de llamarse «Fase III» cuando migró de Subversion a Git en marzo de 2012.
Estuvo implicado en la creación de los formatos de imagen GIF, JPEG, y PNG, y es reconocido como coautor del formato PNG . Inventó el método de filtrado variable por cada línea de pixeles (None, Sub, Up, Average o Paeth) que optimiza la compresión de imágenes y es utilizado por PNG, y propuso una versión temprana del Algoritmo Adam7, utilizando 5 pasos en vez de  7.[se requieren fuentes] En 1998,  fue uno de los 23 creadores de la "Declaración Transhumanista".
En junio de 2010, Crocker junto con otros participantes, ganó el premio STUG de la organización USENIX, que le fue entregado por sus contribuciones al software de Wikipedia.

## Las reglas de Crocker
Crocker enunció el concepto que posteriormente sería conocido como "Las reglas de Crocker". Este protocolo permite optimizar los mensajes para transmitir información, con el propósito de reducir las distracciones causadas por las emociones en un debate.
Las reglas de Crocker implican que quien las asume acepta la responsabilidad de llegar a sentirse ofendido. La eficiencia es valorada con este protocolo, por lo que parafrasear o modificar el lenguaje para que resulte socialmente aceptable no se recomienda.
Estas reglas no implican que se pueda insultar; solo que otras personas no se deben preocupar si te están ofendiendo. Tampoco se extienden a otras personas que no han acordado comunicarse bajo este protocolo.